# Eduard Herbst

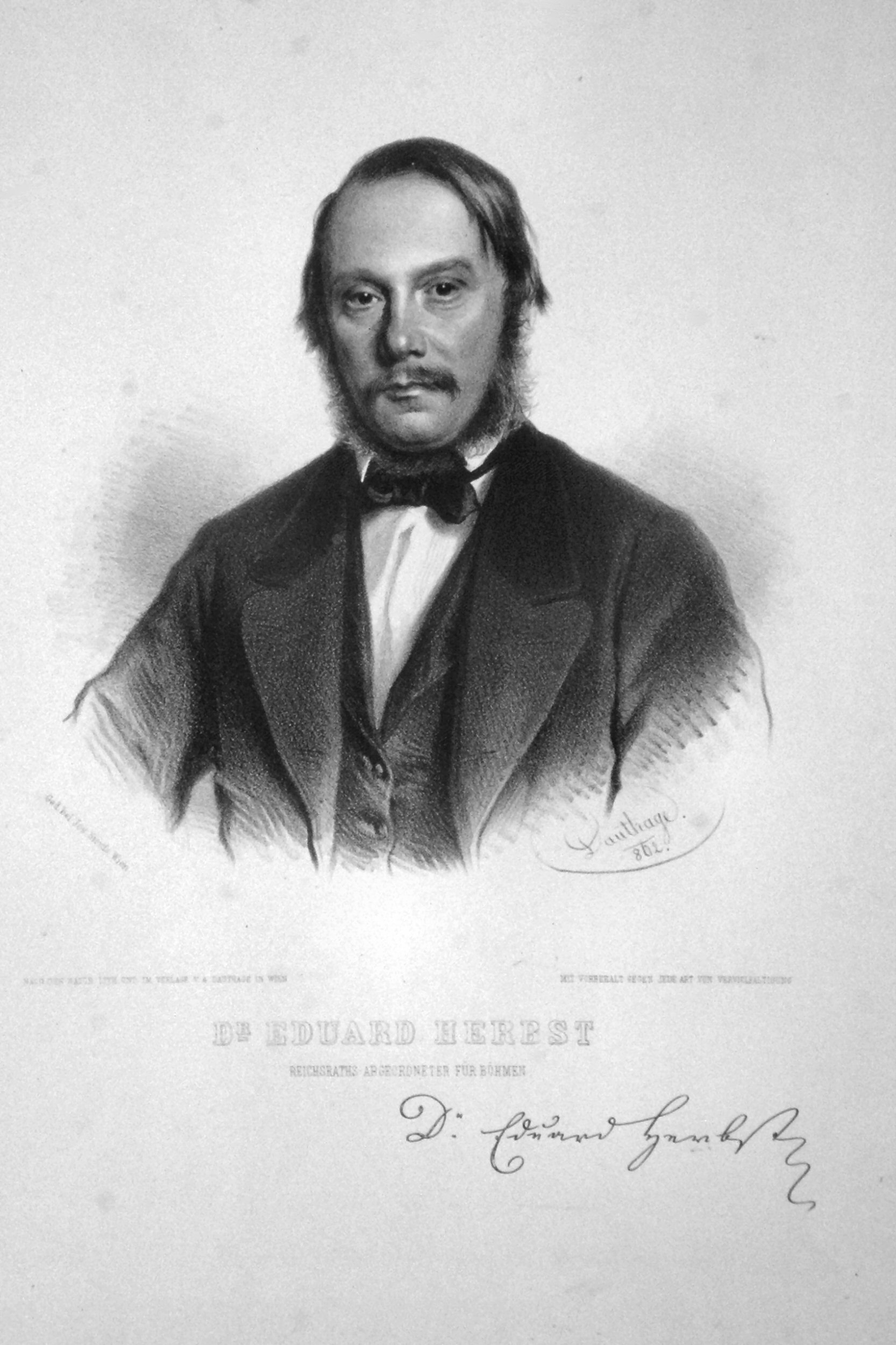
Eduard Herbst, Lithographie von Adolf Dauthage, 1862

Eduard Herbst (* 9. Dezember 1820 in Wien; † 25. Juni 1892 ebenda) war ein österreichischer Rechtsgelehrter und Politiker. Er war von 1861 bis 1892 Abgeordneter zum Reichsrat und dort einer der führenden Vertreter der Deutschliberalen. Von 1867 bis 1870 war er Justizminister Cisleithaniens (der österreichischen Reichshälfte Österreich-Ungarns).

## Leben und Wirken
Sein Vater war der Hof- u. Gerichtsadvokat Dr. iur. Karl Herbst, sein Großvater kam aus Saaz im nördlichen Böhmen. Nach Besuch des Gymnasiums in Wien studierte Eduard Herbst von 1838 bis 1841 Rechtswissenschaft an der Universität Wien und wurde dort 1843 zum Dr. iur. promoviert. Er arbeitete zunächst als Konzeptspraktikant an der Hofkammerprokuratur in Wien und unterrichtete ab 1843 an der Universität Wien als Supplent für Anton Hye von Gluneck Vernunftsrecht und österreichisches Kriminalrecht. Im Jahr 1847 erhielt er eine Professur für Naturrecht und österreichisches Kriminalrecht an der Universität Lemberg (deren Rektor er 1853/54 war) und wechselte 1858 an die Karls-Universität Prag, wo er eine Lehrkanzel für Strafrecht und Rechtsphilosophie hatte. Eduard Herbst war ab 1846 mit Amalie Sortschan verheiratet, mit der er zwei Söhne und zwei Töchter bekam. Sein Sohn Ernst Herbst (1820–1892) wurde ebenfalls Abgeordneter.
Nach dem Ende des Neoabsolutismus und der Wiedereinführung gewählter Volksvertretungen 1861 wurde Herbst Mitglied des böhmischen Landtags und Abgeordneter der nordböhmischen (mehrheitlich deutschsprachigen) Landgemeinden um Aussig, Teplitz, Tetschen, Leitmeritz u. a. im österreichischen Reichsrat. Dort profilierte er sich während der folgenden drei Jahrzehnte als Wortführer der deutschen Liberalen. Er gehörte in der Zeit nach dem Februarpatent 1861 zu den führenden Vertretern der „Unionisten“, die das Kaisertum Österreich als zentralistischen Einheitsstaat erhalten wollten und sowohl einen Ausgleich mit Ungarn als auch eine Föderalisierung zugunsten der Kronländer ablehnten. Jedoch kam 1867 der Österreichisch-Ungarische Ausgleich mit der Bildung der Doppelmonarchie aus einer im Reichsrat vertretenen österreichischen („cisleithanischen“) und einer ungarischen Reichshälfte mit jeweils eigenem Parlament und Regierung zustande. Danach gelang es Herbst gemeinsam mit Moriz Blagatinschegg von Kaiserfeld, die verschiedenen deutschliberalen Gruppierungen vorübergehend im „Herbst-Kaiserfeld’schen Klub“ zu einen. 

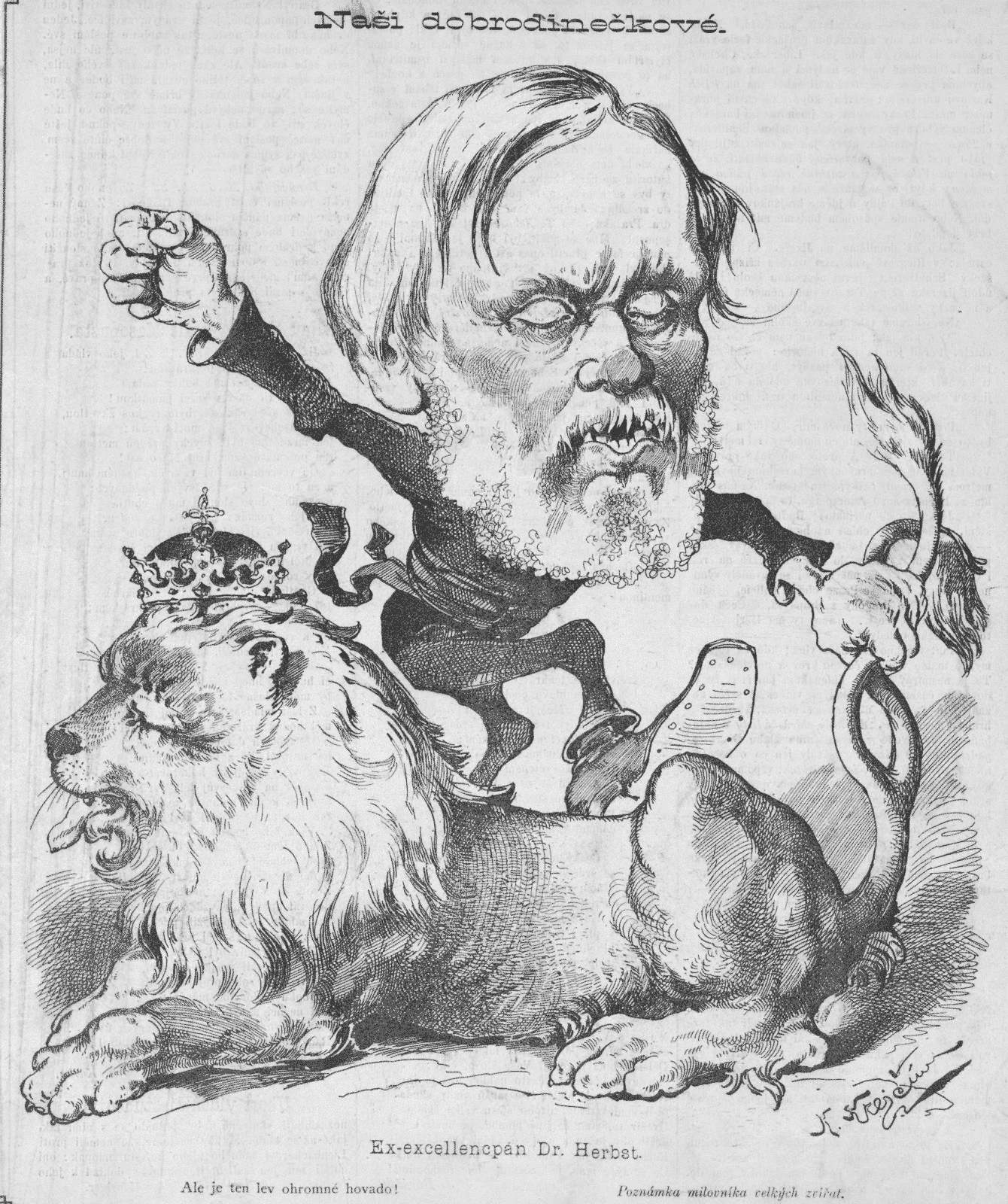
Karikatur von E. Herbst in Prager humoristischer Zeitschrift, 1881

Vom 30. Dezember 1867 bis zum 12. April 1870 war Herbst im „Bürgerministerium“ k.k. Justizminister Cisleithaniens. Er war maßgeblich an den Maigesetzen beteiligt, die das Verhältnis von Staat und Kirche neu regelten (in Fragen von Eherecht, Schulwesen und Religionsfreiheit) und damit das österreichische Konkordat mit dem Heiligen Stuhl von 1855 aushöhlten. Innerhalb der von Wien regierten Reichshälfte setzte er sich weiterhin für eine zentralistische Verwaltung unter Vorherrschaft der deutschen Volksgruppe und gegen autonome Rechte für die anderen, vor allem slawischen Nationalitäten wie Tschechen und Polen ein. Aufgrund seines Tuns wurde Herbst auch – nach einem Ausspruch des tschechischen Abgeordneten Heinrich Jaroslaw Graf Clam-Martinic – als ungekrönter „König Eduard von Deutschböhmen“ bezeichnet.
Nach der Ablösung des indirekten Klassenwahlrechts durch eine Direktwahl (an der aber nur wohlhabende männliche Bürger teilnehmen durften) vertrat Herbst ab 1873 den 10. böhmischen Wahlbezirk der Landgemeinden (Gerichtsbezirke Tetschen, Warnsdorf, Rumburg u. a.). 1875 erwarb Herbst das Gut Kundratitz im Böhmerwald, das er vier Jahre später an seinen Sohn Ernst übergab. Im Sommer 1878 betraute der Kaiser auf Herbsts Vorschlag den cisleithanischen Finanzminister Sisinio von Pretis-Cagnodo mit der Bildung einer neuen Regierung. In dieser Zeit begann Österreich-Ungarn jedoch einen Okkupationsfeldzug in Bosnien, den Pretis befürwortete, während ihn Herbst scharf ablehnte. Da dieser folglich an der Regierungsbildung nicht mehr mitwirken wollte, legte Pretis den Auftrag zurück, was den Kaiser nachhaltig verärgerte und das Ende der liberalen Ära in Österreich besiegelte. Der deutsche Reichskanzler Otto von Bismarck verspottete Herbst und seine Anhänger als „die Herbstzeitlosen […] weil sie nie etwas zur rechten Zeit gethan“.
Ab 1879 stand Herbst in Opposition zur Regierung von Eduard Taaffe, die sich auf einen gegen die Deutschliberalen gebildeten „Eisernen Ring“ aus Konservativen, polnischen und tschechischen Autonomisten stützte. Nachdem er 24 Jahre lang böhmische Wahlbezirke vertreten hatte, wurde Herbst bei der Reichsratswahl 1885 zum Abgeordneten des Bezirks Wien Innere Stadt gewählt. Nach der Spaltung des Parlamentsklubs der Vereinigten Linken war er Vorstandsmitglied im Deutsch-österreichischen Klub, der 1888 wiederum in der Vereinigten deutschen Linken aufging. Er gehörte dem Parlament bis zu seinem Tod an. Auf die bei verdienten Politikern und Staatsdienern übliche Erhebung in den Ritter- oder Freiherrenstand verzichtete Herbst.

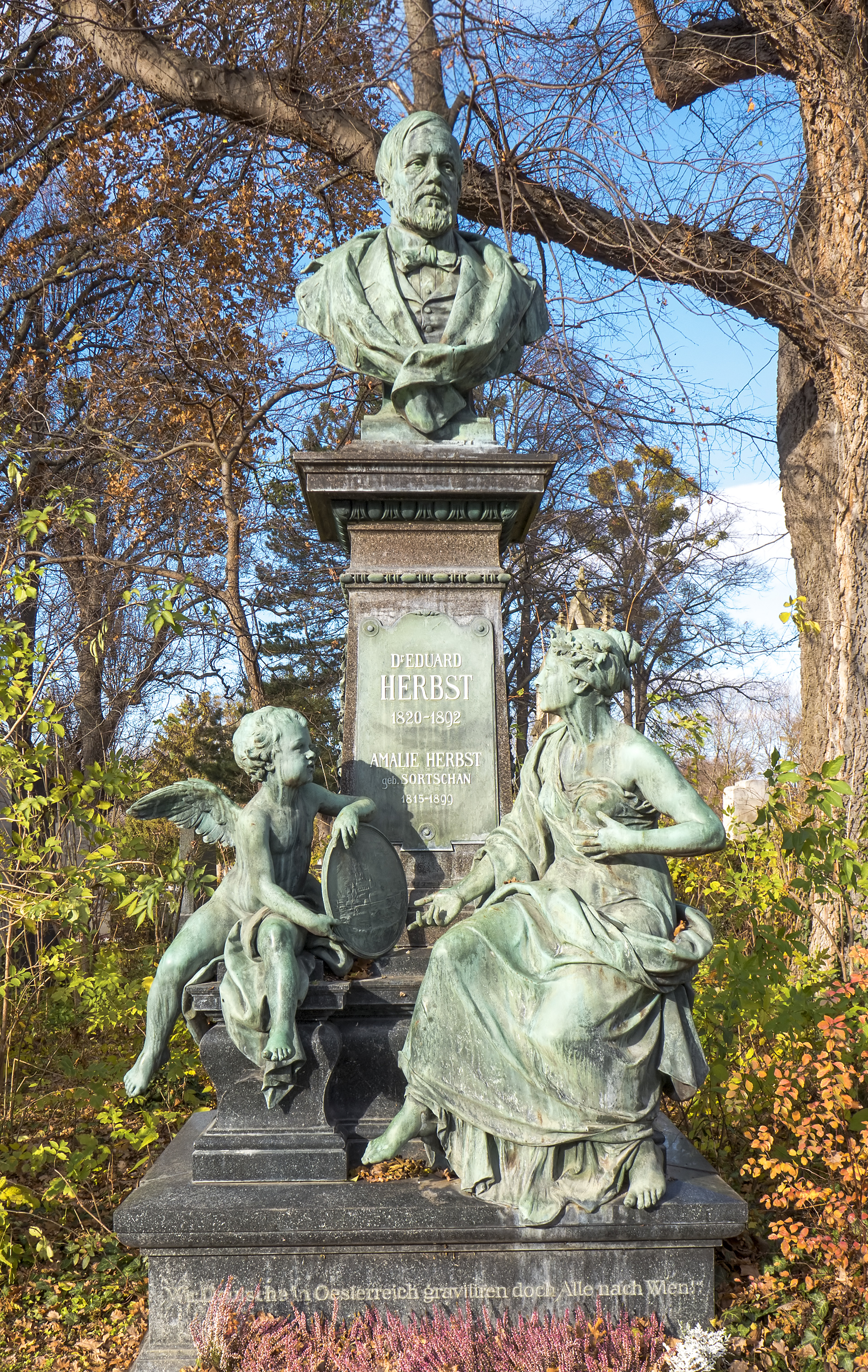
Grab auf dem Wiener Zentralfriedhof

Das Ehrengrab für Herbst befindet sich auf dem Wiener Zentralfriedhof (Gruppe 14 A, Nummer 22). Im Jahr 1883 wurde in Wien-Ottakring (16. Bezirk) die Herbststraße nach ihm benannt.